# گویجه تپه بزرگ
گویجه تپه بزرگ مربوط به عصر آهن - دوره اشکانیان است و در شهرستان گرمی، بخش مرکزی، دهستان اجارود مرکزی، روستای اوجاق آلازار واقع شده و این اثر در تاریخ ۱۲ شهریور ۱۳۸۶ با شمارهٔ ثبت ۱۹۳۸۹ به‌عنوان یکی از آثار ملی ایران به ثبت رسیده است.